# جان نيفيس دا سيلفا
جان نيفيس دا سيلفا هو لاعب كرة قدم برازيلي في مركز الوسط، ولد في 29 يناير 1987 في البرازيل. لعب مع FK Apolonia Fier ‏.

## وصلات خارجية
- جان نيفيس دا سيلفا على موقع قاعدة بيانات كرة القدم.إي يو (الإنجليزية)
- جان نيفيس دا سيلفا على موقع عالم كرة القدم.نت (الإنجليزية)